# Eilicrinia designata
Eilicrinia designata là một loài bướm đêm trong họ Geometridae.